# Aboubacar Thomas Sylla
Aboubacar Thomas Sylla (28 settembre 1992) è un lottatore guineano, specializzato nella lotta libera.

## Biografia
Ha rappresentato la guinea ai campionati afracani di Hammamet 2019, concludendo all'undicesimo posto in classifica nel torneo degli 86 chilogrammi.
Ai Giochi mondiali militari di Wuhan 2019 si è piazzato al nono posto negli 86 chilogrammi.